# Ametris peninsularia
Ametris peninsularia là một loài bướm đêm trong họ Geometridae.